# Heiner Ruland
Heiner Ruland (* 6. April 1934 in Aachen; † 25. März 2017 in Hamborn) war ein deutscher Komponist und Musiktherapeut.

## Leben und Wirken
Heiner Ruland studierte nach humanistischer Gymnasialbildung anfänglich Chemie, dann Schulmusik mit Hauptfach Cembalo bei Fritz Neumeyer in Freiburg im Breisgau. 1963–1974 war er als Musiklehrer an der Waldorfschule Benefeld, Lüneburger Heide, tätig.
Ausgehend von den Forschungen Kathleen Schlesingers und den Anregungen Rudolf Steiners, entfaltete sich neben der Lehrtätigkeit eine intensive musikalisch-anthroposophische Forschungsarbeit, niedergelegt in „Ein Weg zur Erweiterung des Tonerlebens, Musikalische Tonkunde am Monochord“ (englischsprachige Ausgabe: Expanding Tonal Awareness: A Musical Exploration of the Evolution of Consciousness from Ancient Tone Systems to New Tonalities Guided by the Monochord. Rudolf Steiner Press, 2014). Im Zuge dieser musikalisch-menschenkundlichen Forschung begann eine ausgedehnte Lehr- und Vortragstätigkeit. Immer wichtiger wurden seine Arbeiten als Komponist in einem erweiterten Tonsystem. Dabei arbeitete er von 1976 bis 2001 weiter hauptberuflich in der praktischen Musiktherapie an der Klinik Öschelbronn, einem Krankenhaus für Innere Krankheiten.
Im Jahre 2002 wechselte Heiner Ruland nach Ostercappeln im Osnabrücker Land, von wo aus er weiter forschte und wirkte. Auch blieb er der Arbeit an der Anthroposophie stets verbunden, durch seine Mitarbeit am Zweig an der Waldorfschule Evinghausen.
Heiner Ruland zog als Vater drei Kinder in erster Ehe und in zweiter Ehe fünf gemeinsame, ein Stiefkind, zwei Pflegekinder und ein Adoptivkind mit auf. Erst kurz vor seinem Tode wechselte er nach Hamborn, wo er nach kurzem Verbleiben verstarb. Zum Zeitpunkt seines Todes hatte er elf Enkelkinder.

## Werke (Auswahl)

### Vokalmusik

#### Sologesang
- Lieder, Duette, Terzette
- Liederzyklen auf Gedichte von Hölderlin, Morgenstern, Heimlander, Goethe, Droste-Hülshoff

#### Chor
- Die Tageszeiten
- Steffen-Chöre
- Der Seelenkalender
- Novalis-Chöre
- Prolog des Johannes
- Sophokles-Chöre

#### Kantaten
- Advent-Kantate
- Die sieben Worte des Gekreuzigten
- Die sieben Erscheinungen des Auferstandenen
- Himmelfahrts-Kantate „Denn die Erde ist sein“
- Michaeli-Kantate
- Die Kristallkugel (Brüder Grimm)

### Chor und Orchester
- Grenzen der Menschheit (Goethe)
- Der Tanz (Schiller)

#### Singspiel
- Die Insel

### Kammermusik
- Variationen über ein Thema von A. von Webern
- „Das Viergetier“ für Bratsche solo
- Streichquartett
- Streichseptett
- „Die Nacht der Künste“ für Flöte und Vierteltoncembalo

### Klavichord, Klavikantal, Cembalo, Orgel
- 3 Sontinen
- Studie über die 8 Schlesinger’schen Töne
- Suite der Elemente für Cembalo
- Die Wochentage
- Der Öschelbronner Orgelkalender (12 Umspiele und Reihen)

## Schriften
- Ein Weg zur Erweiterung des Tonerlebens. Musikalische Tonkunde am Monochord. Basel 1981.
- Die Neugeburt der Musik aus dem Wesen des Menschen. Künstlerische und therapeutische Aufgaben einer erneuerten Musikkultur. Schaffhausen 1987.
- Musik als erlebte Menschenkunde. Stuttgart/Kassel 1990.(Neuausgabe Verlag Ch. Möllmann, Borchen 2003)
- Goetheanismus und Musik. Aspekte zu einem neuen Erfassen der musikalischen Gegenwart. Dornach 2011.